# Liste der Biografien/Toa
Liste der Biografien |
Portal Biografien |
Personensuche
# |
A |
B |
C |
D |
E |
F |
G |
H |
I |
J |
K |
L |
M |
N |
O |
P |
Q |
R |
S |
T |
U |
V |
W |
X |
Y |
Z |
?
 
Ta |
Tc |
Te |
Tf |
Tg |
Th |
Ti |
Tj |
Tk |
Tl |
Tm |
To |
Tq |
Tr |
Ts |
Tu |
Tv |
Tw |
Tx |
Ty |
Tz
 
Toa |
Tob |
Toc |
Tod |
Toe |
Tof |
Tog |
Toh |
Toi |
Toj |
Tok |
Tol |
Tom |
Ton |
Too |
Top |
Toq |
Tor |
Tos |
Tot |
Tou |
Tov |
Tow |
Tox |
Toy |
Toz
Die Liste der Biografien führt alle Personen auf, die in der deutschsprachigen Wikipedia einen Artikel haben. Dieses ist eine Teilliste mit 19 Einträgen von Personen, deren Namen mit den Buchstaben „Toa“ beginnt.

## Toa

### Toad
- Toader, Andrei (* 1997), rumänischer Kugelstoßer
- Toader, Camelia (* 1963), rumänische Juristin, Richterin am Europäischen Gerichtshof
- Toader, Nicolae (1927–1983), rumänischer Politiker (PCR)
- Toader, Vasile (* 1965), rumänischer Militär, Luftflottillen General der Streitkräfte

### Toaf
- Toafa, Maatia (* 1954), tuvaluischer Politiker
- Toaff, Ariel (* 1942), israelischer Historiker und Hochschullehrer
- Toaff, Elio (1915–2015), italienischer Großrabbiner

### Toal
- Toal, Brendan (* 1940), irischer Politiker (Fine Gael)
- Toal, Eamonn, irischer Sänger
- Toal, Gerard (* 1962), irischer Geograph und Theoretiker der Geopolitik
- Toal, Joseph Anthony (* 1956), schottischer Geistlicher, Bischof von Motherwell
- Toaldo, Giuseppe (1719–1797), italienischer Astronom

### Toan
- Toan, Danny (* 1951), US-amerikanischer Fusion-Gitarrist
- Toan, Joseph Tran Văn (* 1955), vietnamesischer Geistlicher und römisch-katholischer Bischof von Long Xuyên
- Toàn, Trần Lê Quốc (* 1989), vietnamesischer Gewichtheber

### Toaq
- Toaquiza, Carmen (* 1995), ecuadorianische Langstreckenläuferin

### Toas
- Toase, Suzanne (* 1979), britische Schauspielerin
- Toaster, Poe, mysteriöse Gestalt, die über 60 Jahre (1949–2009) alljährlich dem verstorbenen amerikanischen Autor Edgar Allan Poe an dessen Geburtstag Tribut zollte
- Toasy, Armand (* 1939), madagassischer Geistlicher, emeritierter Bischof von Port-Bergé